# إعادة الضبط الشامل
مبادرة إعادة الضبط الشامل هي خطة انتعاش اقتصادي وضعها المنتدى الاقتصادي العالمي استجابة لجائحة كوفيد-19. أطلِق المشروع في يونيو 2020، وبمناسبة إطلاقه صدر مقطع فيديو ظهر فيه أمير ويلز آنذاك تشارلز. الهدف المعلن للمبادرة هو تسهيل إعادة البناء من أزمة كوفيد-19العالمية بطريقة تعطي الأولوية للتنمية المستدامة.
وصف الرئيس التنفيذي للمنتدى الاقتصادي العالمي كلاوس شواب ثلاثة مكونات أساسية لإعادة الضبط الشامل: تهيئة الظروف «لاقتصاد أصحاب المصلحة»، والبناء بطريقة أكثر «مرونة وإنصافًا واستدامة»، باستخدام الممارسات البيئية والاجتماعية وحوكمة الشركات، و«تسخير ابتكارات الثورة الصناعية الرابعة». في خطابها الذي افتتحت فيه الحوارات، أدرجت مديرة صندوق النقد الدولي كريستينا جورجيفا ثلاثة جوانب رئيسية للاستجابة المستدامة لكوفيدـ19: النمو الأخضر، والنمو الأكثر ذكاءً، والنمو الأكثر عدلًا.
كان من المقرر أن تكون «إعادة الضبط الشامل» موضوع القمة السنوية للمنتدى الاقتصادي العالمي لعام 2021 في دافوس، سويسرا، والمقرر عقدها في يناير 2021. بسبب التعطيل الناجم عن كوفيدـ19، تأجلت القمة إلى مايو 2021، ومرة أخرى إلى 2022. كان موضوع دافوس عام 2022 هو «التاريخ عند نقطة التحول»، وسيطر الغزو الروسي لأوكرانيا على القمة.
انتقد بعض المعلقين مبادرة إعادة الضبط الشامل، والمنتدى الاقتصادي العالمي عمومًا، لتعزيزها إلغاء الضوابط الاقتصادية ودورها الكبير في السياسة العامة للشركات الخاصة غير الممثلة، ولا سيما الشركات الكبيرة متعددة الجنسيات، على حساب المؤسسات الحكومية. رأى معلقون آخرون أن إعادة الضبط الشامل، إذا تحققت، ستؤدي إلى نظام محافظ للغاية، «الصحة العالمية في العصور الوسطى الجديدة» أو رأسمالية المحاسيب.
أثارت المبادرة مجموعة متنوعة من نظريات المؤامرة التي نشرها العديد من المعلقين اليمينيين، واليمينيين المتطرفين الأمريكيين، والمحافظين على وسائل التواصل الاجتماعي مثل فيسبوك وتويتر. تتضمن هذه النظريات ادعاءات لا أساس لها من أن جائحة كوفيدـ19 أنشأتها مجموعة سرية من أجل السيطرة على الاقتصاد العالمي، أو أن قيود الإغلاق قد صُممت عمدًا للحث على الانهيار الاقتصادي، أو أن النخبة العالمية كانت تحاول إلغاء الملكية الخاصة أثناء كوفيدـ19 لاستعباد البشرية باللقاحات. زادت حدة نظريات مؤامرة إعادة الضبط الشامل عندما أدرج قادة مثل الرئيس الأمريكي جو بايدن، ورئيس الوزراء النيوزيلندي جاسيندا أرديرن، ورئيس الوزراء الكندي جاستن ترودو أفكارًا عن «إعادة الضبط» ما بعد كوفيدـ19 في خطاباتهم.

## المكونات الرئيسية
بحلول منتصف أبريل 2020، على خلفية جائحة كوفيدـ19، وركود كوفيدـ19، وحرب أسعار النفط بين روسيا والمملكة العربية السعودية لعام 2020 وما نجم عنها من «انهيار في أسعار النفط»، وصف محافظ بنك إنجلترا السابق، مارك كارني التغييرات الأساسية المحتملة في مقال في ذي إيكونوميست. قال كارني إنه في عالم ما بعد كوفيد، ستختبر «رأسمالية أصحاب المصلحة» إذ «سيحكم على الشركات من خلال «ما فعلوه خلال الحرب»، وكيف تعاملوا مع موظفيهم، ومورديهم، وعملائهم، ومن شاركهم، ومن ادخر معهم». ستغلق «الفجوة بين قيمة الأسواق وما يقدره الناس». في عالم ما بعد كوفيد، من المعقول أن نتوقع أن المزيد من الناس يريدون تحسينات في إدارة المخاطر، وفي شبكات الأمان الاجتماعية والطبية، ويريدون المزيد من الاهتمام بالخبراء العلميين. يتطلب هذا التسلسل الهرمي الجديد للقيم إعادة ضبط الطريقة التي نتعامل بها مع تغير المناخ، والذي يعد ظاهرة عالمية مثله مثل الوباء. لا أحد يستطيع «عزل نفسه» عن تغير المناخ، لذلك نحن جميعًا بحاجة إلى «التصرف مسبقًا وبتضامن». في محاضرات ريث في بي بي سي لعام 2020، طور كارني موضوعه للتسلسل الهرمي للقيمة فيما يتعلق بثلاث أزمات الائتمان، وفيروس كورونا، والمناخ.
وفقًا لمقال نشره المنتدى الاقتصادي العالمي في 15 مايو 2020، يوفر كوفيدـ19 فرصة «لإعادة ضبط وإعادة تشكيل» العالم بطريقة تتماشى بصورة أكبر مع أهداف التنمية المستدامة للأمم المتحدة لعام 2030، فقد اكتسب تغير المناخ، وعدم المساواة، والفقر أهمية أكبر خلال الجائحة. هذا يشمل إعادة ضبط أسواق العمل، ليعمل المزيد من الناس عن بعد لتسريع عملية «مستقبل العمل». ستعمل إعادة الضبط على تقدم العمل الذي بدأ بالفعل للتحضير للانتقال إلى الثورة الصناعية الرابعة من خلال رفع مهارات العمال وإعادة تأهيلهم. من الشواغل الأخرى التي أثارها المنتدى الاقتصادي العالمي فيما بعد فيروس كورونا، الأمن الغذائي بما في ذلك «خطر حدوث اضطرابات في سلاسل الإمداد الغذائي»، والحاجة إلى «تنسيق السياسات العالمية» للحيلولة دون «تحول الحمائية الغذائية إلى الوضع الطبيعي الجديد بعد الوباء».
في يونيو 2020، وصف كلاوس شواب، الذي أسس المنتدى الاقتصادي العالمي في عام 1971 ويشغل حاليًا منصب الرئيس التنفيذي، المكونات الأساسية الثلاثة لعملية إعادة الضبط الشامل. يتضمن المشروع الأول تهيئة الظروف «لاقتصاد أصحاب المصلحة»، وتحسين السياسات، والاتفاقات المتعلقة بالضرائب، والأنظمة، والسياسات المالية، والتجارة لتحقيق «نتائج أكثر إنصافًا». يتناول المكون الثاني كيف يمكن لبرامج الإنفاق على الجائحة مع الاستثمارات الخاصة وصناديق المعاشات التقاعدية أن تحسن النظام القديم من خلال بناء نظام أكثر «مرونة وإنصافًا واستدامة» على المدى الطويل من خلال «بناء بنية تحتية حضرية خضراء، وخلق حوافز للصناعات لتحسين سجلها في المقاييس البيئية، والاجتماعية، والحوكمة». المكون الثالث من أجندة إعادة الضبط الشامل هو «تسخير ابتكارات الثورة الصناعية الرابعة» للصالح العام. طور شواب والخبير الاقتصادي تييري ماليريت في يوليو 2020 المشروع بمزيد من التفصيل.
في إحدى حوارات إعادة الضبط الشامل، ناقش جون كيري وأعضاء آخرون في حوار المنتدى الاقتصادي العالمي كيفية إعادة بناء «العقد الاجتماعي» في عالم ما بعد كوفيد.
في تعليق لتشارلز (الأمير آنذاك)، يجب أن يضع الانتعاش الاقتصادي العالم على طريق الاستدامة، والتي تشمل تسعير الكربون. وأكد أن القطاع الخاص هو المحرك الرئيسي للمشروع. يجب أن يتكيف السوق مع الواقع الحالي من خلال السعي لتحقيق نتائج أكثر عدلًا، وضمان أن تهدف الاستثمارات إلى التقدم المتبادل بما في ذلك تسريع الاستثمارات الصديقة للبيئة، وبدء ثورة صناعية رابعة، وإنشاء بنية تحتية عامة واقتصادية رقمية.
بحسب شواب، فإنهم لن يغيروا النظام الاقتصادي، بل سيحسنونه إلى ما يعتبره «رأسمالية مسؤولة». وصف معهد بروكينغز هذه الخطة المكونة من ثلاث نقاط استجابة لأزمة كوفيدـ19، وهي الاستجابة، والانتعاش، وإعادة الضبط. على المدى القريب فإنه يتضمن الاستجابة. على المدى المتوسط، يتضمن ذلك «إعادة بناء النشاط الاقتصادي والاجتماعي بطريقة تحمي الصحة العامة، وتعزز الشفاء المجتمعي، وتحافظ على البيئة». إعادة الضبط هي للأنظمة على المدى الطويل لتأسيس إعادة ضبط كبيرة من خلال «خيالنا الجماعي»، و«توازن جديد بين النظم السياسية، والاقتصادية، والاجتماعية، والبيئية نحو أهداف مشتركة».

### الثورة الصناعية الرابعة
استخدم كلاوس شواب مفهوم «الثورة الصناعية الرابعة» في مقال نشرته مجلة فورين أفيرز عام 2015، وفي عام 2016، كان موضوع الاجتماع السنوي للمنتدى الاقتصادي العالمي في دافوس كلوسترز، سويسرا، «إتقان الثورة الصناعية الرابعة». في مقالته عام 2015، قال شواب استخدمت الثورة الصناعية الأولى «الماء والبخار» من أجل «مكننة الإنتاج». دخل الإنتاج الضخم الثورة الصناعية الثانية من خلال الطاقة الكهربائية. أتمت الإلكترونيات وتقنيات المعلومات عملية الإنتاج في الثورة الصناعية الثالثة. في الثورة الصناعية الرابعة، أصبحت الخطوط الفاصلة بين «المجالات الفيزيائية والرقمية والبيولوجية» غير واضحة، وهذه الثورة الحالية، التي بدأت مع الثورة الرقمية في منتصف التسعينيات، «تميزت باندماج التقنيات». شمل هذا الاندماج بين التقنيات «مجالات مثل الذكاء الاصطناعي، والروبوتية، وإنترنت الأشياء، والمركبات ذاتية القيادة، والطباعة ثلاثية الأبعاد، وتقانة النانو، والتقانة الحيوية، وعلوم المواد، وتخزين الطاقة، والحوسبة الكمومية».